# The Prophet
The Prophet, artistnamn för Dov J. Elkabas, född 5 november 1968, är en nederländsk DJ och musikproducent inom elektronisk dansmusik, i synnerhet stilarna gabber (under namnet The Masochist), hardstyle och jumpstyle. Han grundade 2002 skivbolaget Scantraxx, som ger ut främst hardstylemusik.
The Prophet har samarbetat med flera andra artister, inte minst dem på Scantraxx. Tillsammans med Zany spelade han på Qlimax 2007 en cover på Metallicas Nothing Else Matters. Under namnet Proppy & Heady har han gjort låtar tillsammans med Headhunterz.
Tidigare var han medlem i The Dreamteam tillsammans med DJ Gizmo, DJ Dano och Buzz Fuzz.

## Singlar
- 1993 The Prophet - Dominatin' EP
- 1994 The Prophet - Allright Now Here We Go!!!
- 1994 The Prophet - Featuring "The Highest Sense ..."
- 1995 The Prophet - Big Boys Don't Cry
- 1995 The Prophet - Cyberzone
- 1995 The Prophet - Freeze Now
- 1995 The Prophet - Housetime!
- 1995 The Prophet - I Love You
- 1996 The Prophet - I Like It Loud
- 1996 The Prophet - The Crowd Out There
- 1997 The Masochist - Masochizm
- 1997 Prophet & Omar Santana - Power Pill
- 1997 Buzz Fuzz & The Prophet - Roll The Place
- 1997 DJ The Prophet - What Iz Life?
- 1998 The Prophet / E-Rick & Tactic - Slam The Place
- 1998 The Masochist - Killing Scum
- 1998 The Masochist - Masochizm - The 2nd Strike
- 1998 The Masochist - Part 4 - The Remixes
- 1998 The Masochist - Volume 3
- 1999 The Masochist - 6
- 1999 The Masochist - The Fifth Edition
- 1999 The Masochist - The Seventh Religion
- 1999 The Masochist vs. DJ Neophyte - The Tunnel
- 2000 The Masochist vs. Bass-D & King Matthew - Get Retarded
- 2000 Buzz Fuzz & The Prophet - Go Get Ill
- 2000 The Masochist - The 8th Domain
- 2001 The Masochist - 10 Inch
- 2001 The Masochist & Digital Boy - Shout Out
- 2001 The Masochist - The Ninth Gate
- 2002 The Masochist - Chemistry
- 2002 The Masochist vs. Neophyte - Loud & Proud
- 2003 The Masochist - Reincarnation EP
- 2003 The Prophet - Follow The Leader
- 2003 The Prophet - Hardstyle Baby
- 2003 Dana & The Prophet - Scratched
- 2004 Prophet vs. SMF - Another Track
- 2004 DJ Duro & The Prophet - Shizzle My Dizzle
- 2005 The Masochist - Kill The Rmx / LDMF
- 2005 The Beholder & Max Enforcer / The Prophet - Bitcrusher / Mani-X
- 2005 The Prophet - Emergency Call
- 2005 The Prophet & DJ Duro - Shizzle The Rmx
- 2005 Marc Acardipane vs. The Prophet - Stereo Killa
- 2006 The Prophet - Big Boys Don't Cry / Allright Now Here We Go!!!
- 2006 The Prophet - Dipswitch / OG Pimp
- 2006 The Prophet - Fucking Pornstar / Cocain Bizznizz
- 2006 The Prophet And Brennan Heart - Payback
- 2006 The Prophet vs. Deepack - Stampuhh!!
- 2007 The Prophet Feat. Headhunterz - High Rollerz / Scar Ur Face
- 2007 The Prophet vs. Deepack - Remixxed 001
- 2008 The Prophet Feat. Wildstylez - Cold Rockking / Alive!
- 2009 Proppy & Heady - Summer Of Hardstyle
- 2009 Technoboy & The Prophet Feat. Shayla - Psycho Ex
- 2010 The Prophet - Recession / Morphed

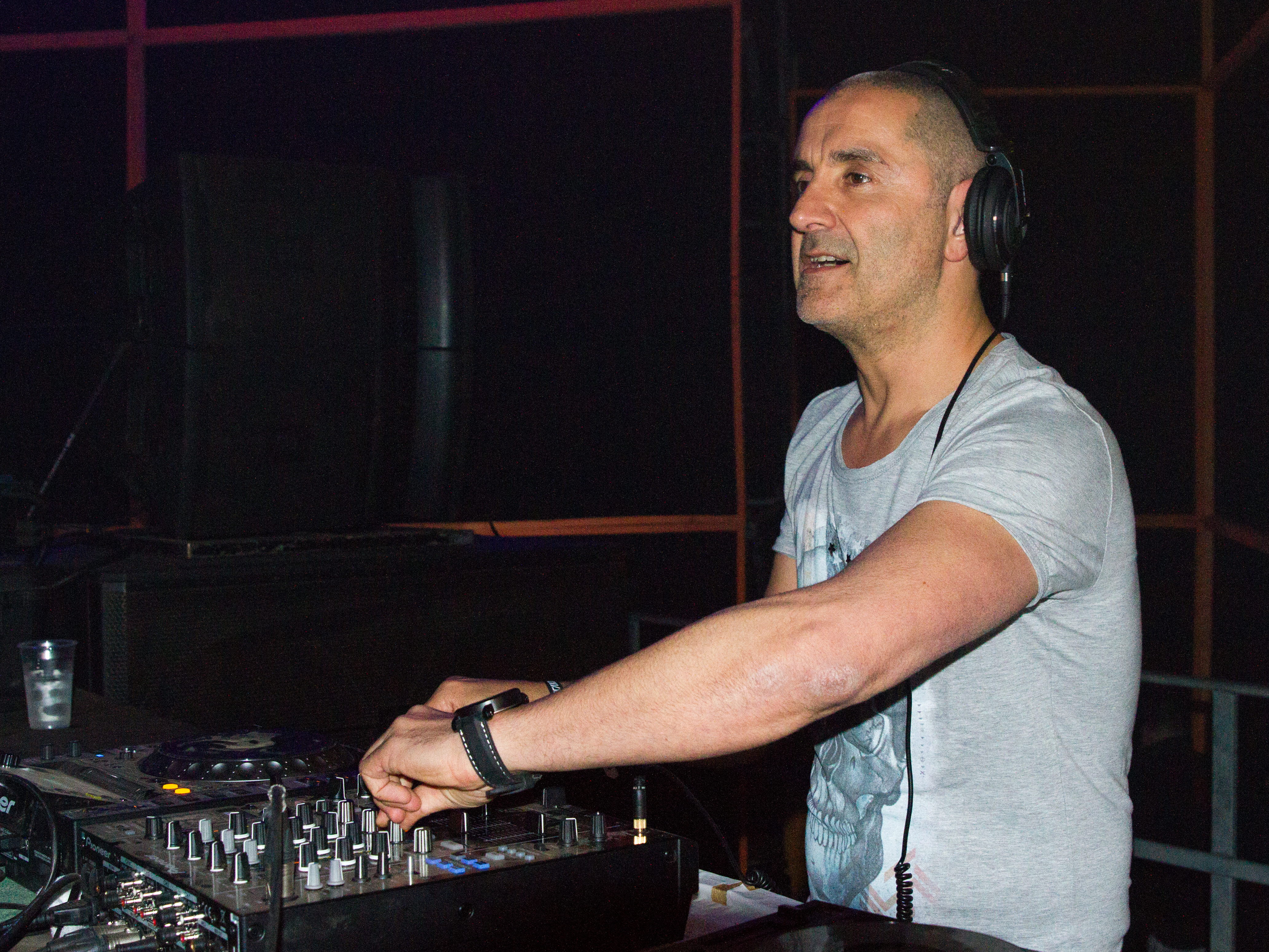
The Prophet, 2015

## Remixar
- 1993 Jean Sibart & Joël Trambel - Right Is Wrong (Right Mix)
- 1994 MC R.A.W. - We Who Are Oppressed  (Remix By The Prophet)
- 1995 Critical Mass - Burnin Love (The Prophet Remix)
- 1995 Various - BZRK Remix Project - Tony Salmonelli -	Hey ! (The Prophet's Mix)
- 1995 Various - ID&T Vol I - 50% Of The Dreamteam - Breaktrough (Prophet Rmx)
- 1996 3 Steps Ahead - Hakkûh (Pulp Mix)
- 1996 Daytona - Love Is In Need (Lost In Tokyo Mix)
- 1996 Baba Nation - My Honbra (The Bzrk Mixes) (Prophet's Test Crash Mix)
- 1996 Masoko Solo - Pessa Pessa (BZRK Remixes) (Prophet's Mix)
- 1996 Global Split - Power (I Want Some) (The Prophet's Hardcore Mix)
- 1996 DJ Buzz Fuzz - Summertime (Prophet's Dreammix)
- 1999 Rob Gee - Na Na (The Masochist Remix)
- 2000 DJ Buzz Fuzz vs. Bass-D & King Matthew - It's Alright (Remixes)(Masochist Remix)
- 2001 DJ Distortion & DJ Paul Elstak - Jetzt Geht's Los! & Fear Remixes (The Masochist Remix)
- 2002 Chris C & The Doktor - Volante (The Prophet Mix)
- 2003 3 Steps Ahead - Drop It (Hardstyle Mix) (The Prophet Hardstyle Mix)
- 2003 Laidback Luke - We Can Not Get Enough (The Prophet Remix)
- 2005 The Prophet - Emergency Call (The Masochist Remix)
- 2008 Tony Salmonelli - Hey! (DJ The Prophet Remix)